# جیانلوکا باکیوکی
جیانلوکا باکیوکی (انگلیسی: Gianluca Bacchiocchi؛ زادهٔ ۶ آوریل ۱۹۸۷) بازیکن فوتبال اهل ایتالیا است.